# کوسه بینی‌بزرگ
کوسه بینی بزرگ (نام علمی: Carcharhinus altimus) نام یک گونه از تیره کوسه‌ماهیان درنده است.